# Uí Néill

Heráldica de la familia O'Neill que puede verse en los escudos de varios condados irlandeses.

El Clan Ui Néill (también escrito Ua Néill) está compuesto por un conjunto de familias irlandesas originarias de la provincia de Connacht, que dominaron la política irlandesa entre los siglos VI y XVI.

## Orígenes míticos
Según la leyenda, el epónimo de esta dinastía fue el legendario rey de Connacht Niall Noígíallach (Niall de los nueve rehenes), que ostentó el título de rey supremo de Irlanda entre los años 368 y 395, según la obra Foras Feasa ar Éirinn, de Geoffrey Keating, o entre 376-405, según los Anales de los cuatro maestros. Hijo del Ard-Ri Eochaid Mugmedón y de su segunda esposa Caireen Chasdub, Niall ascendió al trono de Irlanda, mientras que sus hermanos Brión y Fiachrae se disputarían Connacht y darían origen a las dinastías de los Uí Briun y Uí Fiachrae.
Según Keating, Niall tuvo dos esposas: Inne, hija de Lugaid, de la que nació Fiachu, y Rignach, que le dio siete hijos: Lóegaire, Éndae, Maine, Eógan, Conall Gulban, Conall Cremthainne y Coirpre, que darán lugar a las diversas dinastías Ó'Néill, divididas entre los Ó'Néill del norte y los Ó'Néill del sur.

## Los Uí Néill del Norte

### Orígenes
Los Uí Neill del Norte están formados por los descendientes de Éndae (dinastía de Cennél nEnda), Eógan (Cenél nEógain) y Connal Gulban (Cenél Connail). Serán estas dos últimas dinastías las que alcancen mayor preponderancia, ostentando en numerosas ocasiones los títulos de reyes supremos de Irlanda.
Tras la muerte de Niall, parte de sus descendientes emigrarán hacia el antiguo reino del Úlster. Una vez allí, presionarán a las tribus rivales hacia el oeste, consolidando su dominio en el noroeste de la provincia.
Concretamente, los Cenél nEógain ocuparán el área situada en torno a Inishowen y establecerán su capital en Ailech, siendo conocidos con el tiempo como reyes de Ailech, y, más adelante, tras la conquista normanda, como señores de Tyrone (que proviene del irlandés Tir Eóghain (tierra de los Eóghain).
Por su parte, los Cenél Connail se situarán en la zona de Mag Ithe, en el valle del río Finn (en torno al actual condado de Donegal). Su territorio será conocido como Tyrconnell (tierra de los Connail). Destacará entre ellos la familia O'Donnell, que tendrá un papel decisivo en las revueltas de los siglos XVI-XVII.

### Hasta la invasión normanda
Las primeras noticias históricas de los O'Neill del norte se remontan a la batalla de Mon Daire Lothar, en el año 563, en la que derrotaron a una confederación de tribus Cruithine y consiguieron expandir sus dominios al este de la provincia del Úlster.
Durante la Edad Media, alternaron en el ejercicio del título de Rey Supremo de Irlanda con sus primos del sur.
Entre los numerosos reyes que ostentaron la corona, merecen mencionarse, entre otros, a:
- Niall Glúndub. Rey de Cennéll nEógain entre 911-919 y Rey Supremo de Irlanda entre 916-919. De él desciende la familia Ó Néill (no confundir con Uí Néill). Luchó contra los invasores vikingos con la ayuda de otros clanes irlandeses. Falleció en la batalla de Kilmashoge.

- Muirchertach MacLochlainn. Rey de Cennél nEógain y Rey Supremo de Irlanda (1156-1166). Fue el último Ard-ri de los Uí Néill del norte; principal apoyo de Diarmait mac Murchada en su lucha contra Rory O'Connor. Su muerte precipitó la huida de Diarmait a Gales y la posterior invasión normanda.

Otro personaje capital entre los Uí Néill del Norte es San Columba de Iona (521-597). Perteneciente a la tribu de Cennél Connail y tataranieto de Niall de los Nueve Rehenes, Columba fundó el monasterio de Iona, en la costa oriental de Irlanda, y evangelizó a los pictos que habitaban el norte de Escocia. Considerado santo patrono de Irlanda, su festividad se celebra el 9 de junio.

### Después de la invasión
Gracias a su situación apartada en el noroeste del Úlster, los Uí Néill del norte se vieron poco afectados por la invasión normanda. Así, pudieron conservar sus territorios ancestrales de Tyrone y Tyrconnell, llegando incluso a obtener el título de condes, otorgado por el gobierno inglés. Esta situación se mantendría estable hasta finales del siglo XVI, cuando, durante el reinado de Isabel I, la Corona inglesa intentó afianzar su dominio en la isla.
Cuando el gobierno de Londres pretendió aumentar su control sobre el Úlster, desplazando el poder de los jefes gaélicos mediante la implantación de Presidencias provinciales controladas por colonos británicos, los jefes de Cenél Connail (Red Hugh O'Donnell y su hermano Rory y de Cennél nEógain ((Hugh O'Neill) protagonizarían diversas acciones militares que desembocaron en la Guerra de los Nueve Años Irlandesa. Esta guerra se saldaría con la derrota final de los clanes gaélicos y la conocida Fuga de los Condes.

## Los Uí Néill del sur

### Orígenes y situación
Los Ui Neill del sur están formadas por la descendencia de Loegáire (Cennél Loegáire), Conall Cremthann, que daría origen a los Clann Cholmáin y a los Síl nÁedo Sláine, Cairbre, ancestro de Cenel Cairpri Laigen y Cairpri Gabra, Fiachu, del que descienden las dinastías de Cinel Fiachach y de Fir Cell y Maine, origen de los Tethba.
Los Ui Neill del sur se dirigirán hacia el este de la isla, ocupando los territorios de Mide y Brega y empujando hacia el sur a muchas de las antiguas tribus de Leinster, como los Uí Garrchon, que se verán encerradas entre las potentes dinastías del sur (Ui Chennsellaigh) y los nuevos y pujantes invasores del oeste.
Las ramas más poderosas serán Clann Cholmainn y Sil nÁedo Sláine, descendientes ambas de Connall Cremthan y que alternarán entre ellas y con los Uí Néill del norte el título de Rey Supremo.
Clann Cholmáinn se asentará en Mide, en el centro de la isla, ocupando tierras pertenecientes al actual condado de Westmeath. Por su parte, Sil Aedo Slaine se ubicarán un poco más al este, en la llanura de Brega (actual condado de Meath), ubicación de la capital mítica de Irlanda, Tara.
Actualmente los Ui Neill tienen descendencia en México, con el clan del mismo nombre, los cuales llegaron hacia 1844, se mezclaron con italianos en Puebla y participarían en el Batallón de San Patricio.

### Historia
Entre los personajes más importantes de los Uí Néill del Sur, podemos citar a:
- Lóegaire mac Néill, ancestro epónimo de los Cennél Loegáire. Fue Rey Supremo de Irlanda entre 418 y 448 según la obra de Keating, y entre 428-458 según los Anales de los cuatro maestros. Fue contemporáneo de San Patricio y es descrito en varias de las Vitae del Santo como un rey poderoso y pagano, que se negó a convertirse.

- Diarmait mac Cerbaill (539-558), rey de Mide hasta 565. Se enfrentó a los Uí Néill del Norte en la batalla de Cúl Dreimne, debido a una discusión entre Columba y San Finnian de Moville. Ayudó a San Ciarán a construir el monasterio de Clonmacnoise y ha pasado a la historia como el primer rey cristiano de Irlanda.

- Máel Sechnaill mac Domnaill, de Clann Cholmáin. Rey de Mide (975-1022) y Rey Supremo de Irlanda (980-1002) y (1014-1022), contemporáneo y gran rival de Brian Boru en la lucha por la corona de Irlanda.

Tras la conquista normanda, y debido a la posición central que ocupaban en la isla, fueron sometidos por los normandos y los ingleses y sus territorios entregados a los conquistadores.